# Гомеополярні мінерали
Мінерали гомеополярні (рос. минералы гомеополярные, англ. homeopolar minerals; нім. homeopolare Minerale n pl) – мінерали з істотно ковалентним типом зв’язку між структурними одиницями.